# Short track al XIII Festival olimpico invernale della gioventù europea
Le gare di Short track del XIII Festival olimpico invernale della gioventù europea si sono svolte dal 15 al 17 febbraio 2017 al Palandöken Buz Pateni Salonu di Erzurum in Turchia.

## Podi

### Ragazzi
| Evento            | Oro                  | Tempo    | Argento           | Tempo           | Bronzo             | Tempo            |
| 500 m (dettagli)  | Salvijus Ramanauskas | 43.242   | Peter Murphy      | 43.414 +0.172   | Diané Sellier      | 43.703 +0.461    |
| 1000 m (dettagli) | Diané Sellier        | 1:35.643 | Hazar Karagöl     | 1:35.854 +0.211 | Aleksei Simakin    | 1:45.728 +10.085 |
| 1500 m (dettagli) | Peter Murphy         | 2:24.536 | Konstantin Ivliev | 2:24.712 +0.176 | Luca Spechenhauser | 2:24.956 +0.420  |

### Ragazze
| Evento            | Oro               | Tempo    | Argento           | Tempo           | Bronzo              | Tempo           |
| 500 m (dettagli)  | Vera Rasskazova   | 45.716   | Georgie Dalrymple | 55.951 +10.235  | Melissa Tunno       | 56.446 +10.730  |
| 1000 m (dettagli) | Kamila Stormowska | 1:44.485 | Vera Rasskazova   | 1:44.537 +0.052 | Patrycja Markiewicz | 1:44.784 +0.299 |
| 1500 m (dettagli) | Vera Rasskazova   | 2:35.111 | Sofya Boytsova    | 2:35.255 +0.144 | Melissa Tunno       | 2:35.411 +0.300 |

### Misti
| Evento                            | Oro                                                                     | Tempo    | Argento                                                                       | Tempo           | Bronzo                                                                      | Tempo           |
| Staffetta mista 3000 m (dettagli) | Russia Konstantin Ivliev Aleksei Simakin Sofya Boytsova Vera Rasskazova | 4:22.578 | Polonia Jan Bogdanowicz Krystian Giszka Patrycja Markiewicz Kamila Stormowska | 4:24.843 +2.265 | Paesi Bassi Hugo Bosma Melle van 't Wout Georgie Dalrymple Sara van Zuijlen | 4:25.880 +3.302 |

## Medagliere
| Pos.   | Paese       | Oro | Argento | Bronzo | Totale |
| ------ | ----------- | --- | ------- | ------ | ------ |
| 1.     | Russia      | 3   | 3       | 1      | 7      |
| 2.     | Polonia     | 1   | 1       | 1      | 3      |
| 3.     | Lussemburgo | 1   | 1       | 0      | 2      |
| 4.     | Francia     | 1   | 0       | 1      | 2      |
| 5.     | Lituania    | 1   | 0       | 0      | 1      |
| 6.     | Paesi Bassi | 0   | 1       | 1      | 2      |
| 7.     | Turchia     | 0   | 1       | 0      | 1      |
| 8.     | Italia      | 0   | 0       | 3      | 3      |
| Totale | Totale      | 7   | 7       | 7      | 21     |